# 西蝦夷地
西蝦夷地（にしえぞち）は、近世の北海道（蝦夷地）における地域区分のひとつ。現代の北海道における日本海側・オホーツク海側の諸地域（北部北海道）。ただし、国後島・択捉島およびそれ以北の千島列島は含まない。

## 概要
松前藩では渡島半島西部の和人地を松前、北海道北半を西蝦夷、同南半（恵山岬から根室国まで）を東蝦夷と称した。文化4年（1807年）、西蝦夷地の上知がなされて江戸幕府の直轄領（天領）となったが（第1次幕領期）、文政4年（1821年）、全蝦夷地は松前藩に返還された。樺太は、文化6年（1809年）以降、西蝦夷地から分かれて北蝦夷地と称されるようになった。明治2年（1869年）、西蝦夷地には、以下の令制国が置かれた。
- 石狩国
- 天塩国
- 北見国